# Elizabeth Harrison
Pour les articles homonymes, voir Harrison.
Elizabeth Harrison, née le 1er septembre 1849 à Athens l'État du Kentucky et morte le 31 octobre 1927 à San Antonio dans l'État du Texas est une pédagogue de la petite enfance, une essayiste, romancière, nouvelliste et une conférencière américaine dont les travaux ont contribué à la modernisation des activités des écoles maternelles aux États-Unis et la formation pédagogique des animateurs et enseignants des écoles maternelles.

## Biographie

### Jeunesse et formation

#### Une famille qui descend des premiers colons
Elizabeth Harrison l'une des cinq enfants et la fille unique d'Isaac Webb Harrison, un marchand de textiles, et d'Elizabeth Thompson Bullock Harrison. Ses deux parents descendent de colons britannique, son ancêtre paternel Curthbert Harrison est parti de l'Angleterre pour migrer dans la colonie de Virginie en 1699. Elle a également pour parents les présidents William Henry Harrison et Benjamin Harrison un des signataires de la Déclaration d'indépendance,,.

#### Davenport
Quand Elizabeth Harrison est âgée de sept ans, sa famille emménage à Davenport dans l'État de l'Iowa, Elle y suit sa scolarité primaire et secondaire qu'elle achève comme première de sa classe. Pendant toute sa scolarité elle montre un intérêt particulier envers les matières scientifiques,.
La curiosité intellectuelle d'Elizabeth Harrison est encouragée par son entourage familial dont tous les membres sont des lecteurs insatiables. Avec ses sœurs, elle a pour passe-temps la théâtralisation de passages de la Bible, des pièces de Shakespeare et d'autres auteurs classiques. Jeux qu'elles partagent avec les enfants du voisinage,,.

#### La formation pédagogique

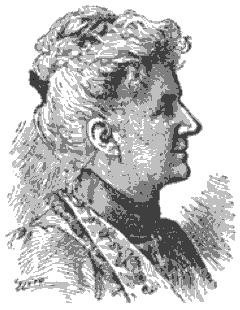
Maria Kraus-Boelté.

En 1879 après le décès de la mort de sa mère, Elizabeth Harrison quitte Davenport pour Chicago. Elle y découvre le tout juste naissant « Kindergarten movement » qui l'enchante,. Afin d'en savoir plus, elle décide de suivre les cours d'Alice Putnam (en), une des pionnières en matière de formation pédagogique du personnel des écoles maternelles aux États-Unis. Selon ses dires, ces cours lui ont ouvert les portes « à un monde doté d'une pensée magnifique guidant ses actions ». Après avoir obtenu son diplôme en 1880, Elizabeth Harrison seconde Alice Putnam et parallèlement prend des leçons particulières pour apprendre le chant, le modelage et le dessin,,,.
Pour parfaire sa formation Elizabeth Harrison doit trouver son financement, aussi, dirige-t-elle une école maternelle à Marshalltown dans l'État de l'Iowa. École qui lui appartient,.
En janvier 1882, Elizabeth Harrison parfait sa formation en se rendant à Saint Louis dans l'État du Missouri suivre les cours de Susan Blow (en),  qui se passe dans des locaux du Musée d'Art de Saint-Louis. Susan Blow dite « La mère des écoles maternelles » avec William Torrey Harris (en), a fait de Saint Louis le centre de références pour l'étude et la promotion des écoles maternelles. Elle obtient son diplôme à la fin de l'année 1882 ,.

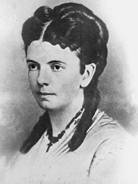
Margarethe Schurz.

Puis en 1883, Elizabeth Harrison va à New York pour suivre les cours de Maria Kraus-Boelté. Cette dernière et Susan Blow sont connues pour être des disciples de Friedrich Fröbel qui a ouvert sa première école maternelle à Blankenburg en 1839 dont les théories pédagogiques ont été diffusées aux États-Unis par William Torrey Harris et Margarethe Schurz (en) qui a ouvert la première école des États-Unis en 1856,. Elizabeth Harrison obtient son diplôme remis par Maria Kraus-Boelté en juin 1883,,.

### Carrière

#### Le Chicago Kindergarten Club
Ses diplômes en poches, Elizabeth Harrison retourne à Chicago à l'automne 1883. Elle y dirige une école maternelle la Mrs. Loring's School , c'est l'occasion pour elle d'inviter les mères des élèves à suivre ses cours sur la petite enfance. Elizabeth Harrison à sa maîtrise de la pédagogie de Fröbel, elle lie ses capacités en matière d'expressions artistiques adaptée aux jeunes enfants, ses compétences font que rapidement elle acquiert une notoriété et une réputation en tant que spécialiste des programmes d'activité au sein des écoles maternelles. Elle est régulièrement sollicitée pour tenir des conférences et des lectures commentées de ses livres à destination des enfants, des parents et des enseignants. Célébrité qui lui permet de fonder avec Alice Putnam, le Chicago Kindergarten Club. Cette structure a pour but de faire la promotion des nouveautés pédagogiques au sein des écoles maternelles, de coordonner les différentes innovations mises en place et d'informer toutes les parties prenantes : parents, enseignants et décideurs,,,.

#### La Chicago Kindergarten Training School
Parmi les mères qui approuvent sans réserve les positions et propositions d'Elizabeth Harrison, il y a Rumah Avilla Crouse, qui à son tour tient de multiples conférences et lectures publiques pour faire la promotion des idées d'Elizabeth Harrison, avec qui elle fonde en 1887 la Chicago Kindergarten Training School (« École de formation des enseignants des écoles maternelles de Chicago ») qui deviendra successivement le Chicago Kindergarten College puis la National-Louis University (en) qui dispense des cours pour les parents et les enseignants. Le succès de cette école est tel qu'elle est connue nationalement. Elizabeth Harrison et Rumah Avilla Crouse tiennent plusieurs conférences sur le territoire des États-Unis pour faire connaître aux mères les enjeux de la rénovation des écoles maternelles et les amener à se fédérer. En 1894, Elizabeth Harrison et Rumah Avilla Crouse, organise la première conférence nationale des mères, qui préfigure la fondation le 17 février 1897 par Alice Birney (en) du National Congress of Mothers and Parent-Teacher Associations (« Congrès national des associations de mères et de parents-enseignants »), qui donnera naissance à la première association américaine regroupant les parents d'élèves et les enseignants, la National Parent Teacher Association ou PTA,,,,.

#### Le développement et la reconnaissance de la formation

##### De l'école à l'université

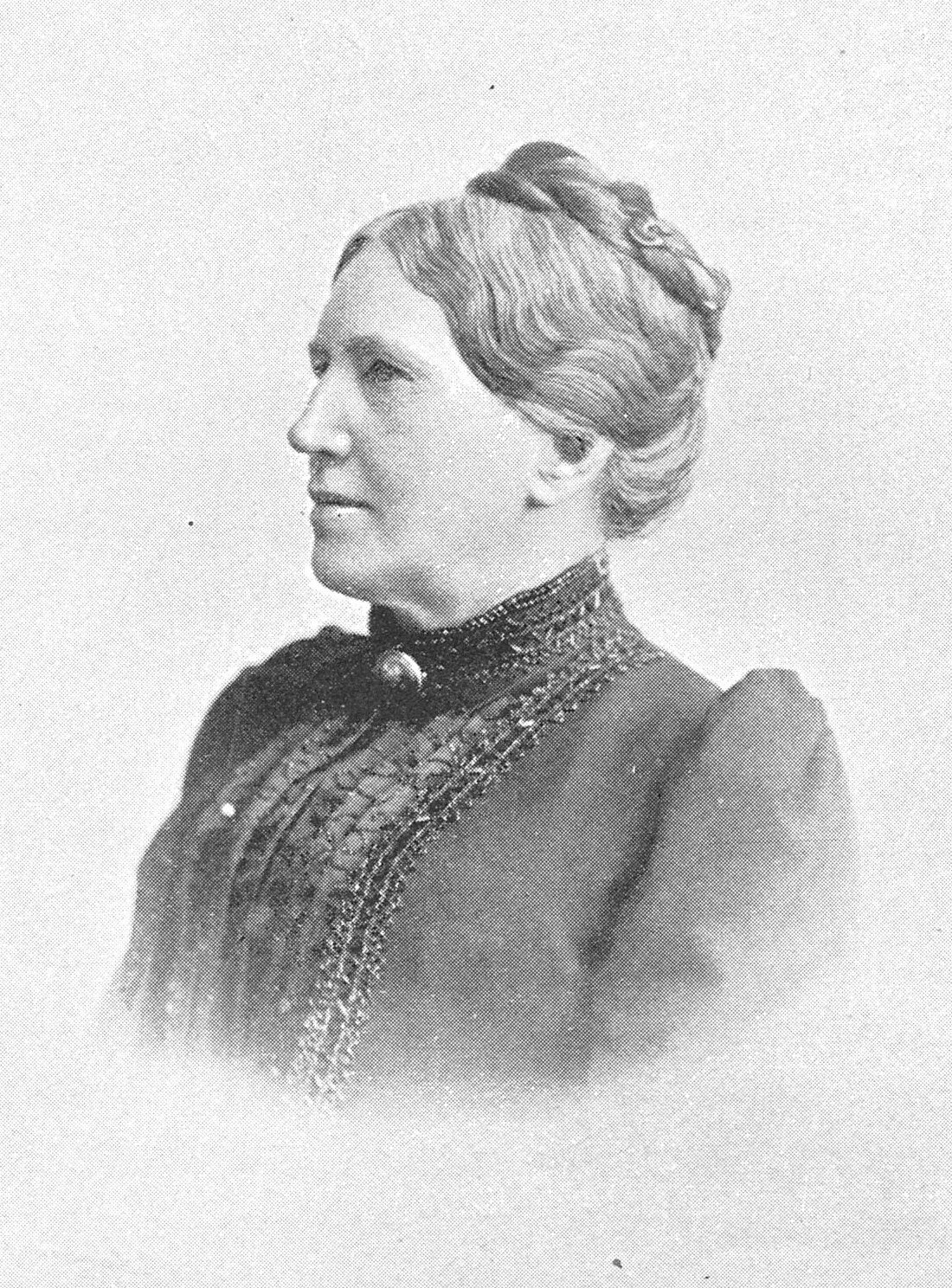
Henriette Schrader-Breymann.

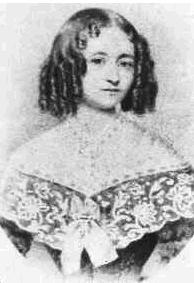
Bertha von Marenholtz-Bülow.

En 1889, Elizabeth Harrison s'embarque vers l’Allemagne  pour un voyage d'études, elle rend visite à Henriette Schrader-Breymann (de) à Berlin, puis à la baronne Bertha von Marenholtz-Bülow (de) à Dresde, toutes deux ayant été formées par Friedrich Fröbel. De retour à Chicago, elle et Rumah Avilla Crouse développent la formation sur un cycle de trois ans, et changent le nom de l'école qui connait diverses appellations le Chicago Kindergarten College en 1890, puis le National Kindergarten College en 1912, le National Kindergarten and Elementary College en 1917 pour finalement prendre le nom de National College of Education en 1930 qui délivre un Bachelor of Arts. Il faut attendre 1990 pour que l'école devienne la National-Louis University. Par delà les dénominations, les formations dispensées deviennent des modèles qui sont reprises par divers établissements universitaires des États-Unis. Elizabeth Harrison assume la charge de présidente de l'établissement jusqu'à sa retraite en 1920,,,.

##### Les critères d'admission
Au début de la Chicago Kindergarten Training School, le critère d’admission des élèves était d'être titulaire d'un certificat attestant d'avoir achevé la scolarité du premier cycle de l'enseignement secondaire (middle school), admission à une formation qui durait six mois. Puis lorsque l'école devient un établissement universitaire, pour y être admis, il faut avoir achevé la formation du second cycle de l'enseignement secondaire (high school), et la formation se déroule sur trois ans, sanctionnée par un baccalauréat universitaire. Enseignement qui s'est enrichi par différentes matières comme les sciences sociales, les humanités, la pédagogie et les matières scientifiques nécessaires pour légitimer le caractère professionnel du curriculum universitaire. Exigences qui sont un désavantage concurrentiel mettant l'établissement au bord de la faillite, qui est régulièrement renfloué par les apports financiers d'Elizabeth Harrison par ses revenus liés à ses conférences, lectures et ses livres.

##### L'International Kindergarten Union
De 1892 à 1920, Elizabeth Harrison est membre de l'International Kindergarten Union (en) qui a remplacé en 1892 la Childhood Education International (en). Pendant ces trente années, elle fait le pont entre le cadre théorique du darwinisme fondé sur de multiples observations et la vision romantique de Friedrich Fröbel de l'enfance et des activités d’éveil corrélatives. Cela dit, ses conférences et lectures sont très prisées et en 1891, elle publie une anthologie de ses conférences sous le titre de A study of child-nature from the kindergarten standpoint, qui est traduit en huit langues et connaîtra 52 éditions,.

### Vie privée

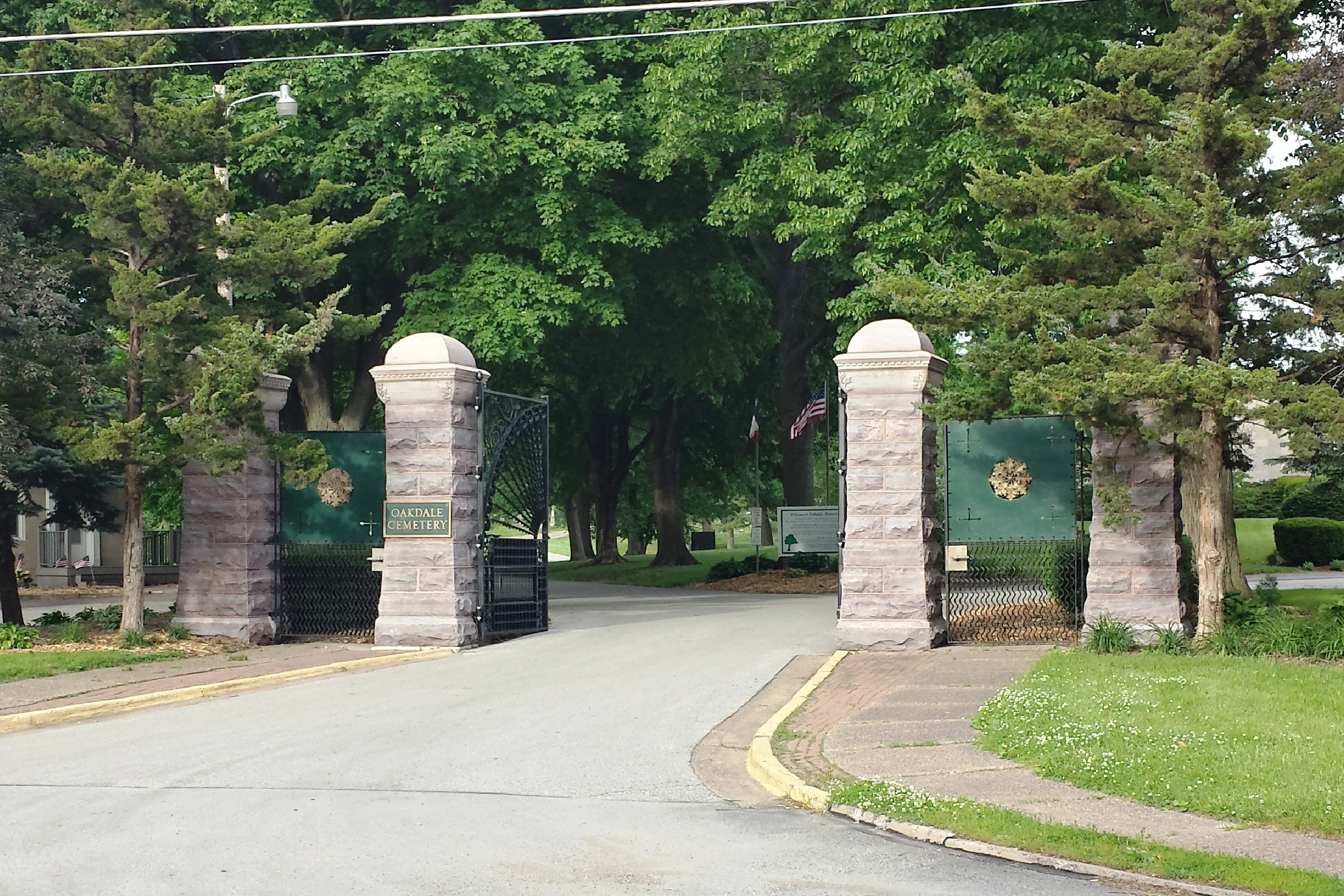
Entrée du Oakdale Memorial Gardens.

Elizabeth Harrison décède à San Antonio des suites d'une bronchite chronique qui a duré sept ans. Après ses funérailles selon le rite de l'église épiscopalienne, elle est inhumée au Oakdale Memorial Gardens (en) de Davenport,.

## Œuvres

### Essais
- The root of the temperance question from a kindergarten standpoint, Chicago, National Woman's Christian Temperance Union (réimpr. 1891) (1re éd. 1889), 20 p. (OCLC 1084591611, lire en ligne),
- A study of child-nature from the kindergarten standpoint, Chicago, The Chicago Kindergarten Training Schools, 1891, 218 p. (OCLC 609918166, lire en ligne),
- The kindergarten as an influence in modern civilization, Chicago, Chicago Kindergarten College, 1893, 20 p. (OCLC 1047462645, lire en ligne),
- Some silent teachers, Chicago, Sigma publishing company (réimpr. 1922, 2010) (1re éd. 1904), 193 p. (OCLC 13190682, lire en ligne),
- The Kindergarten Building Gifts, Saint Louis, Missouri, Sigma Publishing Company (réimpr. 1905, 1910, 2002, 2010, 2018) (1re éd. 1903), 250 p. (OCLC 551439907, lire en ligne),
- Misunderstood children sketches taken from life, Chicago, National Kindergarten College (1re éd. 1910, 1922, 1925, 2010), 186 p. (OCLC 954005301, lire en ligne),
- The Montessori method and the kindergarten, Washington, district of Columbia, Government printing Office, 1914, 48 p. (OCLC 457669421, lire en ligne),

### Articles
- « Answers to Questions Most Frequently Asked about the Chicago Kindergarten College », Chicago Kindergarten College,‎ 1898, p. 3 (lire en ligne),

### Livres pour enfants
- In story-land, Chicago, National Kindergarten and Elementary College, (réimpr. 1924, 1928, 1988, 2010, 2022) (1re éd. 1895), 204 p. (OCLC 1046899156, lire en ligne),
- How Little Cedric became a knight, Chicago, A. Flanagan Company, 1905, 38 p. (OCLC 1046597328, lire en ligne),
- Offero, the giant : a Christmas-eve story, Chicago, The National Kindergarten College, 1912, 80 p. (OCLC 1049965212, lire en ligne),

### Autobiographie
- Sketches along life's road, Boston, The Stratford Company, 1930, 227 p. (OCLC 250284764),

## Archives
Les archives d'Elizabeth Harrison sont déposées et consultables de la bibliothèque National Louis University Archives and Special Collections de Chicago.

## Regards sur Elizabeth Harrison et héritage

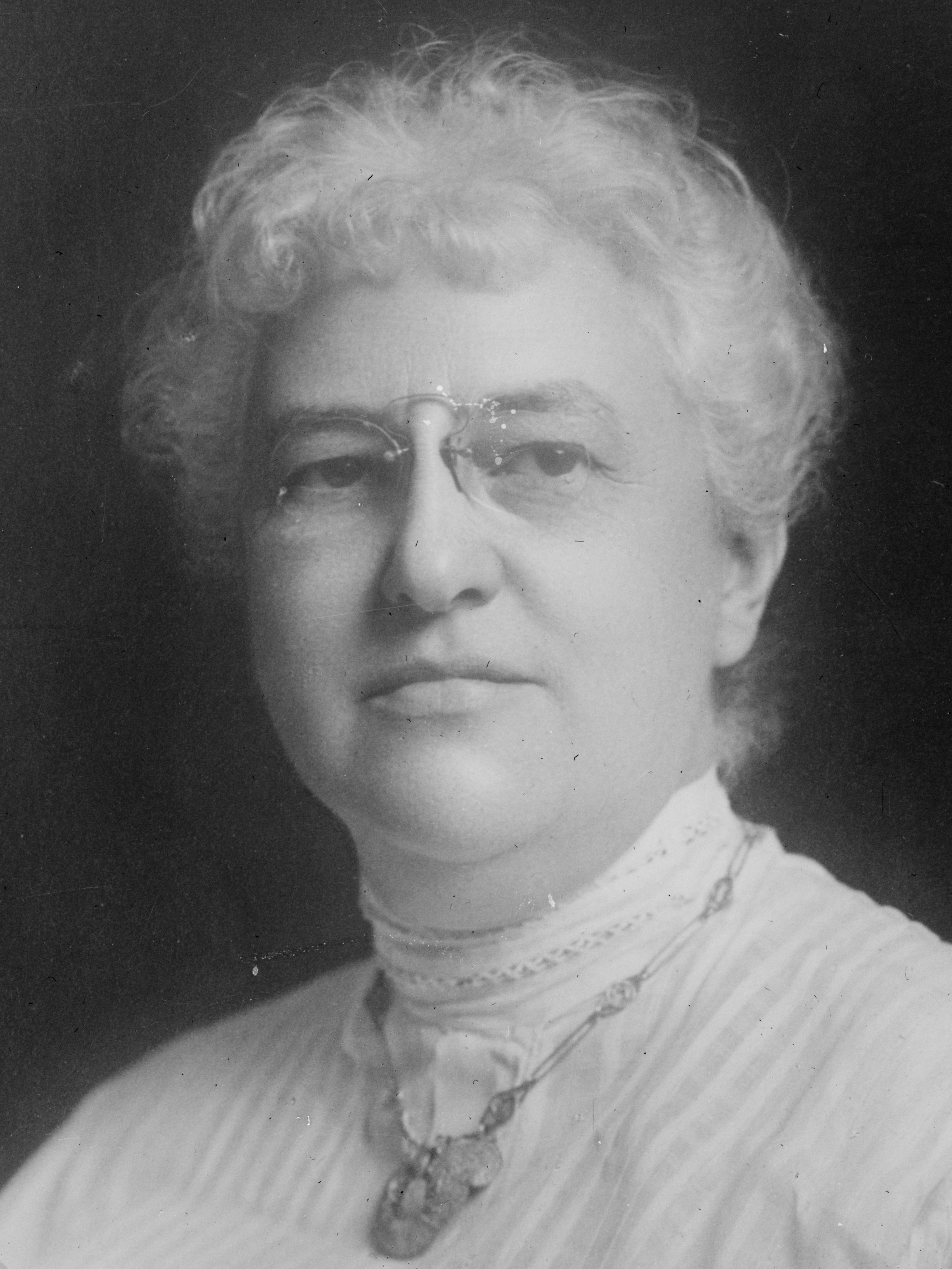
Mary McDowell.

Elizabeth Harrison était considérée par ses élèves comme une enseignante fascinante, un de ses élèves  déclare à son sujet « c’était comme entrer en religion ». Mary McDowell, commissaire à la santé publique de la ville de Chicago a dit à son sujet « Je ne connais personne étant capable d'enseigner la philosophie de Fröbel avec une telle finesse de compréhension qu'Elizabeth Harrison. ». Elle a transmis la conviction que les écoles maternelles sont lieu, qui par leurs activités conduisent les enfants à développer le sens de la confiance en soi, de la responsabilité vis-à-vis d'autrui, la compréhension des interactions et interdépendances entre l'humanité et Dieu. Par delà ses influences sur ses élèves et ses lecteurs, Elizabeth Harrison demeure comme celle qui a institué les écoles maternelles comme le lieu d'une éducation humaniste et son influence a historiquement marqué la pédagogie et la formation des enseignants des écoles maternelles. Le Chicago Kindergarten College sera également un modèle pour les institutions du même type qui s’établiront aux États-Unis,.

## Pour approfondir